# Schlacht bei Zela
Die Schlacht von Zela ereignete sich in der Nähe von Zile in Kleinasien am 21. Mai 47 v. Chr. (Julianischer Zeitrechnung) bzw. 2. August 47 v. Chr. (nach dem vorjulianischen römischen Kalender) zwischen Gaius Iulius Caesar auf der einen und Pharnakes II., König des Bosporanischen Reichs, auf der anderen Seite.

## Vorgeschichte
Pharnakes hatte in der Schlacht von Nikopolis den römischen Legaten Gnaeus Domitius Calvinus besiegt und wollte anschließend die Gebiete seines Vaters Mithridates VI. von Pontos zurückerobern. Nach dem Sieg, so die römischen Überlieferungen, beging Pharnakes Gräueltaten gegenüber römischen Bürgern und den ehemaligen Verbündeten Roms. Als er jedoch von dem Nahen Caesars hörte, sandte er umgehend Gesandte mit Friedensangeboten aus, die der römische Feldherr entschieden ablehnte, als seine Friedensbedingungen, wie sofortiger Abzug des Pharnakes aus Pontos, nicht erfüllt wurden.

## Die Schlacht
Nachdem Pharnakes von den feindlichen Absichten Caesars informiert worden war, positionierte er seine Truppen auf einem Hügel nahe der heutigen Stadt Zile. Er verfügte nur über wenige gut ausgebildete Einheiten, ein Großteil seiner Armee bestand aus Söldnern und zwangsweise verpflichteten Soldaten. Caesar, der über sehr erfahrene, im Bürgerkrieg erprobte Legionäre verfügte, ließ seine Truppen ebenfalls ein Lager auf einem Hügel aufschlagen, um sich, ebenso wie Pharnakes, in einer guten Verteidigungsposition zu befinden. Gegen jede militärische Logik griff Pharnakes die Armee Caesars bergauf an, was im ersten Moment unter den Römern für einige Verwirrung und Verluste sorgte. Die erfahrenen römischen Legionäre konnten den Überraschungsangriff jedoch schnell zurückschlagen und die pontische Armee in die Flucht schlagen. Pharnakes floh mit wenigen Getreuen vom Schlachtfeld, wurde jedoch noch im selben Jahr von dem Usurpator Asandros auf der Krim in einem Hinterhalt ermordet.

## Folgen
Nach dem nur fünf Tage währenden Feldzug gegen Pharnakes und der vier Stunden währenden, entscheidenden Schlacht gegen den bosporanischen König formulierte Caesar die Worte Veni Vidi Vici („Ich kam, ich sah, ich siegte“) in einem Brief, laut dem griechischen Biographen Plutarch, an seinen Freund Gaius Matius. Zudem wurde nach Sueton bei seinem Triumphzug über Pontus ein Schild mit diesen drei Worten  mitgeführt.